# Autoconciencia feminista
La autoconciencia feminista (en inglés conciousness raising o awareness raising; el primero abreviado como C. R.) es una forma de activismo político popularizado por el feminismo estadounidense de la segunda ola a finales de la década de 1960, históricamente relacionado al marco del movimiento feminista radical. Suele consistir en un grupo de personas que intentan llamar la atención de un grupo más amplio sobre una causa o asunto concreto. La autoconciencia es la primera parte del adagio «admitir el problema es parte de la solución».

## Proceso
El feminismo temprano argumentó que las mujeres estaban aisladas unas de otras y que por ello muchos de los problemas de la vida de las mujeres se entendían como "personales" o como resultado de conflictos entre la personalidad de hombres y mujeres más que como formas sistemáticas de opresión. La autoconciencia o toma de conciencia pretendía ayudar a uno mismo y a otros a convertirse en políticamente conscientes. Los grupos de toma de conciencia aspiraban a comprender mejor la opresión de la mujer juntando a las mujeres para discutir o analizar sus vidas sin la interferencia de la presencia del hombre.
Explicando la teoría subyacente a la toma de conciencia en una conferencia de 1973, Kathie Sarachild hizo hincapié en que "Desde el comienzo de la autoconciencia [...] no ha habido un método para la toma de conciencia. Lo que realmente cuenta en la toma de conciencia no son los métodos sino los resultados. Los únicos métodos para la toma de conciencia son esencialmente principios. Existen unos principios políticos radicales básicos de dirigirse hacia la fuente original, tanto histórica como personal, dirigirse propiamente hacia las personas-mujeres y experimentar de la teoría a la estrategia. En todo caso, muchos de los grupos que buscaban la autoconciencia siguieron un patrón similar para reunirse y discutir. Los encuentros solían tener lugar una vez por semana, con un grupo reducido de mujeres y frecuentemente en el salón de alguna de las participantes. Estas reuniones eran sólo para mujeres y solían consistir en cada mujer comentando un tema predeterminado.
Algunas feministas indicaron que el proceso de autonciencia permitía a las mujeres analizar las condiciones de sus propias vidas y descubrir que aquello que parecían problemas aislados e individuales como la necesidad de un aborto, sobrevivir a una violación o conflictos entre maridos y mujeres por el trabajo doméstico eran en realidad el reflejo de las condiciones comunes a las que se enfrentaban todas las mujeres. Sarachild escribió en 1969, "Aceptamos que nuestros sentimientos nos están diciendo algo sobre lo que podemos aprender, que nuestros sentimientos significan algo que merece la pena analizar, que nuestros sentimientos significan algo político, algo que refleja miedo a que algo malo nos va a pasar o esperanza, deseo, conocimiento de que algo bueno nos pasará. [...] En nuestros grupos, compartamos nuestros sentimientos y juntémolos. Dejémonos ir y ver a donde conducen nuestros sentimientos. Nuestros sentimientos nos conducirán a ideas y luego a acciones.
Ellen Willis escribió en 1984 que la autoconciencia había sido "malinterpretada y menospreciada como una forma de terapia", pero que en realidad era, en su momento y contexto, "el método primario para entender la condición de las mujeres " y consistió en "la herramienta más exitosa de organización de movimiento". Al mismo tiempo, advitió la ausencia de teoría y énfasis en la experiencia personal en lo tocante a "los supuestos políticos y filosóficos previos".

## Historia
Los grupos de autoconciencia fueron encabezados por New York Radical Women, una organización conectada con el movimiento feminista radical de Nueva York, y se expandieron rápidamente por Estados Unidos. En noviembre de 1967, un grupo incluyendo a Shulamith Firestone, Anne Koedt, Kathie Sarachild y Carol Hanisch comenzó a reunirse en el apartamento de Anne Koedt donde se acuñó el término conciousness raising.
En Acción de Gracias de 1968, Kathie Sarachild presentó "A Program for Feminist Consciousness Raising" (Programa para la Autoconciencia Feminista) en la Primera Convención Nacional de la Liberación de la Mujer. En este programa explicaba los principios detrás de la toma de conciencia y delineaba un programa para el proceso que los grupos de Nueva York habían desarrollado el año anterior. Grupos formados por antiguos miembros de New York Radical Women, en particular Redstockings y New York Radical Feminists promovieron la autoconciencia y distibuyeron hojas en las que sugerían asuntos para tratar en reuniones de grupos. New York Radical Feminists organizó grupos de toma de conciencia por vecindarios como Manhattan, Brooklyn y Queens que llegaron a implicar a cuatrocientas mujeres en los momentos álgidos.
Susan Brownmiller, miembro de uno de los grupos organizados por New York Radical Feminists, escribiría más tarde que "los pequeños grupos de autoconciencia fueron el movimiento más exitoso para crear un vínculo femenino y la fuente da la mayoría de su pensamiento creativo. Algunos de los pequeños grupos estuvieron juntos más de una década".